# Amphoe Tha Chang (Surat Thani)
Amphoe Tha Chang (Thai อำเภอ ท่าฉาง) ist ein Landkreis (Amphoe – Verwaltungs-Distrikt) in der Provinz Surat Thani. Die Provinz Surat Thani liegt in der Südregion von Thailand. 

## Geographie
Die benachbarten Amphoe und Gebiete sind (von Norden im Uhrzeigersinn): Chaiya im Norden, die Bucht von Bandon im Osten, Phunphin, Vibhavadi und Ban Ta Khun im Süden, im Westen liegt der Distrikt Kapoe der Provinz Ranong.
Der Distrikt erstreckt sich von der Küste zur Bucht von Bandon im Osten bis hin zur Phuket-Bergkette, auf welcher die Grenze zwischen den Provinzen Surat Thani und Ranong verläuft. In diesen Bergen liegt auch der Kaeng Krung Nationalpark.
Durch den Distrikt verläuft sowohl die Südlinie der thailändischen Eisenbahn (State Railway of Thailand) als auch der Asian Highway AH2.

## Geschichte
Tha Chang wurde am 31. Juli 1908 zunächst als Unterbezirk (King Amphoe) eingerichtet, bestehend aus den Tambon Than, Pak Chalui und Sawiat aus dem Amphoe Phum Riang sowie den Tambon Tha Khoei, Tha Chang und Khlong Sai des Amphoe Phunphin. Der Unterbezirk war Phum Riang untergeordnet. 
Am 1. August 1938 wurde Tha Chang zum Amphoe heraufgestuft.

## Verwaltung

### Provinzverwaltung
Der Amphoe Tha Chang ist in 6 Unterbezirke (Tambon) eingeteilt, diese wiederum besitzen zusammen 46 Gemeinden (Muban). 
| \| Nr. \| Name \| Thai \| Dörfer \| Einw.[3] \| \| --- \| ---------- \| ------- \| ------ \| -------- \| \| 1. \| Tha Chang \| ท่าฉาง \| 05 \| 5.099 \| \| 2. \| Tha Khoei \| ท่าเคย \| 11 \| 6.160 \| \| 3. \| Khlong Sai \| คลองไทร \| 09 \| 5.411 \| \| 4. \| Khao Than \| เขาถ่าน \| 06 \| 4.833 \| \| 5. \| Sawiat \| เสวียด \| 09 \| 5.111 \| \| 6. \| Pak Chalui \| ปากฉลุย \| 06 \| 6.288 \| |            |         |        |       |
| Nr. | Name       | Thai    | Dörfer | Einw. |
| 1. | Tha Chang  | ท่าฉาง   | 05     | 5.099 |
| 2. | Tha Khoei  | ท่าเคย   | 11     | 6.160 |
| 3. | Khlong Sai | คลองไทร | 09     | 5.411 |
| 4. | Khao Than  | เขาถ่าน  | 06     | 4.833 |
| 5. | Sawiat     | เสวียด   | 09     | 5.111 |
| 6. | Pak Chalui | ปากฉลุย  | 06     | 6.288 |

### Lokalverwaltung
Tha Chang (เทศบาลตำบลท่าฉาง) ist eine Kleinstadt (Thesaban Tambon) im Landkreis, sie besteht aus Teilen der Tambon Tha Chang und Khao Than.
Daneben gibt es sechs „Tambon-Verwaltungsorganisationen“ (องค์การบริหารส่วนตำบล – Tambon Administrative Organizations, TAO) für die Tambon oder die Teile von Tambon im Landkreis, die zu keiner Stadt gehören.